# Clara Malraux

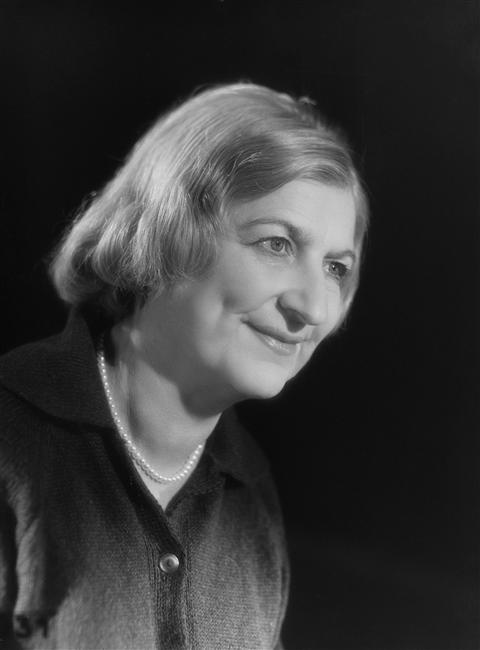
Clara Malraux (1960)

Clara Malraux (geboren als Clara Goldschmidt am 22. Oktober 1897 in Paris; gestorben am 15. Dezember 1982 in Andé, Normandie) war eine französische Schriftstellerin, Literaturübersetzerin und Mitglied der französischen Résistance während des Zweiten Weltkriegs. Ihre Lebenserinnerungen erschienen in sechs Bänden unter dem Titel Le bruit de nos pas (Das Geräusch unserer Schritte).

## Leben und Werk

### Frühe Jahre
Ihr Vater, Otto Jakob Goldschmidt, zog 1881 im Alter von 20 Jahren aus Braunschweig nach Paris, um im Quartier des Halles einen Lederhandel zu eröffnen. Ihre Mutter, Grete Heynemann, wurde in Magdeburg geboren. Der Vater starb 1910, die Mutter nahm sich 1938 das Leben. Clara Goldschmidt verbrachte ihre Kindheit mit zwei Brüdern betreut von einem Kindermädchen in einem wohlhabenden, säkularen jüdischen Elternhaus im Pariser Stadtviertel Auteuil. Dort besuchte sie die katholische Schule Sainte-Clotilde, in der sie das einzige jüdische Mädchen war. Sie wuchs zweisprachig auf, las deutsche und französische Literatur.
Sie begann 1920 mit Übersetzungen von Texten aus der deutschen Sprache ins Französische, von denen einige in L’Action, einer Avantgarde-Zeitschrift, veröffentlicht wurden, darunter Kapitel aus Berlin Alexanderplatz von Alfred Döblin. Durch diese Arbeit lernte sie zeitgenössische französische Schriftsteller wie Blaise Cendrars, Jean Cocteau und Louis Aragon kennen. Als sie André Malraux im Sommer 1921 begegnete, war er ein unbekannter, 19 Jahre junger Mann „ohne Schulabschluss, ohne Vermögen, ohne Beruf“, während die vier Jahre ältere Clara Goldschmidt „hochgebildet und belesen“ gewesen sei, in die besten Kreise der französischen Gesellschaft eingeführt und von „funkelnder Intelligenz“. Am 21. Oktober 1921 heirateten sie.

### Ehe mit André Malraux
Mit André Malraux unternahm sie in den ersten Jahren ihrer Ehe viele Reisen. 1923 hielten sie sich das erste Mal in Kambodscha auf, wo André Malraux versuchte, durch den Verkauf kambodschanischer Tempelschätze zu Geld zu kommen. Er wurde als Tempelräuber festgenommen und 1924 in Phnom Penh zu drei Jahren Gefängnis verurteilt. Clara Malraux trat für zehn Tage in den Hungerstreik und mobilisierte in Paris namhafte Künstler, die sich für ihn einsetzten, so dass er auf Bewährung frei kam. 1925 gründete er in Saigon die anti-koloniale Zeitung L’Indochine (später L’Indochine enchaînée), für die Clara Malraux als Journalistin schrieb. In dieser Zeit wurde sie von Opium abhängig. 1926 zogen sie wieder nach Paris, unternahmen zwischen 1929 und 1931 noch weitere Reisen. Die gemeinsame Tochter Florence wurde 1933 geboren. Obwohl sie die gleichen politischen Visionen teilten, entfremdeten sie sich als Paar zunehmend. André Malraux unterstützte Claras Wunsch nach einer eigenen literarischen Karriere nicht. 1936 begleitete sie ihn nach Spanien, wo er im Spanischen Bürgerkrieg auf Seiten der Republikaner gegen Franco kämpfte und sie an humanitären Aktivitäten teilnahm. 1938 trennte sich André Malraux von ihr; sie ließen sich 1947 scheiden.

### Résistance
Als deutsche Truppen im Zweiten Weltkrieg 1940 Frankreich besetzten und in Paris einmarschierten, floh Clara Malraux allein mit ihrer kranken Tochter in die unbesetzte „Freie Zone“ im Süden des Landes. Sie zog von Versteck zu Versteck, um Schutz zu finden und ihr Kind zu ernähren. Nach ihrem Bericht halfen ihr Kommunisten und Widerstandskämpfer von der jüdischen Gemeinde von Toulouse. Sie schloss sich der Résistance an, beteiligte sich an der Fälschung von Dokumenten und schrieb Propaganda-Artikel, die deutsche Soldaten überzeugen sollten zu desertieren.

### Schriftstellerin, Übersetzerin und Intellektuelle

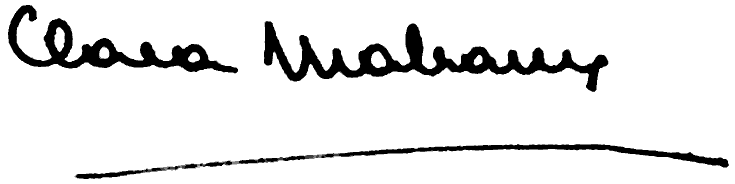
Signatur von Clara Malraux

Nach der Befreiung kehrte Clara Malraux nach Paris zurück und nahm ihre Arbeit als Schriftstellerin, Journalistin, Essayistin und Übersetzerin aus dem Deutschen und Englischen auf. In einem Interview, das Christian de Bartillat für seine Biografie über sie mit ihr führte, sagte sie, dass der Krieg als Katalysator für ein neues Selbstverständnis nach dem Zusammenbruch ihrer sechsundzwanzigjährigen Ehe mit André Malraux gewirkt habe. „Dann war ich die abgelehnte Frau eines großen Mannes. Nach und nach aufgrund der seltsamen, durch den Krieg bedingten Unabhängigkeit nahm ich wieder Gestalt an […] Ich entdeckte meine individuelle Existenz und meine Berufung als Schriftstellerin.“ In dem zweiten Band ihrer Memoiren (Nos Vingt Ans/Als wir zwanzig waren) reflektierte Clara Malraux skeptisch die Aufgabenverteilung in dieser Ehe, in der er Karriere machte, Romane schrieb, und sie ihn stützte, bis er sich von ihr trennte. Laut Ursula März ließ weder ihr Charakter noch ihre soziale Position erahnen, „dass sie sich binnen kurzem den egomanen Ansprüchen und ästhetischen Überzeugungen des Geliebten beugen, dass sie sich als Begleitperson seiner Auftritte und seiner teilweise irrwitzigen Projekte zur Verfügung stellen würde.“
Die Zeit der deutschen Besetzung Frankreichs behandelte Clara Malraux in den Novellen La Maison ne fait pas credit (1947) und dem Roman La Lutte inegale (1958) sowie in den letzten beiden Bänden ihrer Autobiografie, die in Frankreich zwischen 1963 und 1979 in sechs Bänden erschien: La Fin et le commencement (I976) und Et pourtant j’etais libre (1979). Ihre Kriegserfahrungen waren dominiert von ihrer Angst vor Verfolgung und Deportation als alleinstehende Jüdin mit einer kleinen Tochter. Die Bitterkeit, dass Malraux sie verlassen hatte, färbte die Erinnerung an diese Zeit. Sie entwickelte jedoch auch ein zunehmendes Interesse an der Darstellung von Frauen in der Literatur. In ihrem Artikel Les Grandes Soeurs de Mathilde de La Mole (1944), der sich mit der Figur der Mathilde de la Mole aus Stendhals Roman Rot und Schwarz auseinandersetzte, und den sie noch in der Résistance schrieb, hinterfragte sie die Ideale der Weiblichkeit in der Literatur, die Frauen als passive Objekte in einer Liebeserzählung charakterisieren. Simone de Beauvoir analysierte in ihrem Werk Das andere Geschlecht den ersten Roman von Clara Malraux Portrait de Grisélidis (1945) als einen der fiktionalen Texte von Schriftstellerinnen neben denen von u. a. Elsa Triolet und Marguerite Duras, die feministische Themen aufwarfen. Clara Malraux habe darin das Vorurteil bekämpft, das eine „freie Frau“ gleichsetzt mit einer „leichtlebigen Frau“. Sie legte „großen Wert auf die Tatsache, dass ihre Heldin keiner Verführung nachgibt, sondern einen Akt vollzieht, auf den sie selbst Anspruch erhebt“.
Ende der 1940er Jahre freundete sich Clara Malraux mit dem jungen Kommunisten Jean Duvignaud (1921–2007) an, der später ein bekannter Kunstsoziologe in Frankreich wurde. Sie lebten in einer Gemeinschaft, jedoch in zwei verschiedenen Wohnungen, und arbeiteten zusammen für ein Literaturmagazin namens Contemporains, das Clara Malraux leitete, und das 1950 und 1951 erschien.
Während des Krieges war sie erstmals mit ihrem Jüdischsein konfrontiert. Sie wandelte sich von einer Kritikerin zu einer Verteidigerin Israels und geriet damit in Konflikt mit anderen linken Intellektuellen. Nach ihrem Aufenthalt als Journalistin in dem israelischen Kibbuz „En HaChoresch“ entstand 1964 das Buch Civilisation du kibboutz, in dem sie das ländliche Leben im Kibuz als Vorbild für Geschwisterlichkeit und Gleichheit beschrieb. In einem ihrer letzten Texte, dem Essay Rahel, ma grande soeur (1980) über die deutsch-jüdische Intellektuelle und Salonnière Rahel Levin Varnhagen, formulierte Clara Malraux ihr Anliegen: „Respekt für Frauen und Respekt für Juden gehen Hand in Hand“.
Clara Malraux starb während eines Besuchs bei Freunden in der Normandie im Alter von 85 Jahren. Sie ist auf dem Cimetière du Montparnasse in Paris bestattet.
Ihre Lebenserinnerungen, die sechs Bände umfassen, erschienen in Frankreich unter dem Titel Le bruit de nos pas (Das Geräusch unserer Schritte) zwischen 1963 und 1979.

## Veröffentlichungen

### Eigene Werke
Romane
- Portrait de Grisélidis. 1945
- Par de longs chemins. 1953
- La Lutte inégale. 1958

Novellen
- La Maison ne fait pas crédit. 1947
  - Die Firma gibt keinen Kredit. 10 Novellen. Aus d. Franz. übertr. von Gertrud von Helmstatt. Lancelot Verlag, Neuwied/Rhein 1949

Autobiografie
- Le Bruit de nos pas (Autobiografie in sechs Bänden 1963–1979):
  - Apprendre à vivre (1897–1922). Band I. Grasset, Paris
  - Nos Vingt Ans (1922–1924). Band II. Grasset, Paris 1962-1966-1986; Les Cahiers Rouges 2006
  - Les Combats et les Jeux (1924–1927). Band III. Grasset, Paris 1969, 1977
  - Voici que vient l’été (1927–1935). Band IV. Grasset, Paris
  - La Fin et le Commencement (1936–1940). Band V. Grasset, Paris
  - Et pourtant j’étais libre (1940–1968). Band VI. Vorwort von François Nourissier. Grasset, Paris 1979; Les Cahiers Rouges, 2006.

Autobiografie in deutscher Übersetzung
- Wer den Ruf vernimmt. Memoiren. Aus dem Französischen von Ruth Groh. Wunderlich, Tübingen 1968 (Band I und II)
- Das Geräusch meiner Schritte. Erinnerungen. Von d. Verf. autoris. Bearb. d. Orig.-Ausg. u. einzig berecht. Übers. aus d. Franz. von Annette Lallemand sowie Ruth Groh. Scherz Verlag, München / Bern 1982, ISBN 978-3-502-18444-7 (alle sechs Bände auf 350 Seiten gekürzt)
- Als wir zwanzig waren. Meine Erinnerungen an André Malraux und die Pariser Boheme. Übersetzt aus dem Französischen von Ruth Groh und Annette Lallemand. Graf Verlag, München 2010, ISBN 978-3-86220-005-4 (Band II, ungekürzte Fassung)[14]

Bücher über Israel
- Civilisation du kibboutz. 1964
- Venus des quatre coins de la terre. Douze rencontres en Israël. 1971

Essay
- Rahel, ma grande sœur, un salon littéraire à Berlin au temps du romantisme. Édition Ramsay-Rombaldi; Bibliothèque du temps présent, 1980.

### Literarische Übersetzungen
- 1933: Irmgard Keun: La jeune fille en soie artificielle. (Das kunstseidene Mädchen)
- 1933: Siegfried Kracauer: Genêt. (Ginster)
- 1946: Franz Kafka: Description d’un combat. (Beschreibung eines Kampfes) übers. von Clara Malraux und Rainer Dorland, Vorwort von Bernard Groethuysen.
- 1951: Virginia Woolf: Une chambre à soi. (A Room of One’s Own)
- 1952: Gustav Janouch: Kafka m’a dit: notes et souvenirs. (Gespräche mit Kafka), Vorwort von Max Brod
- 1953: Luise Rinser: Histoire d’amour. (Erste Liebe)
- 1955: Luise Rinser: La vérité sur Thérèse Neumann. (Die Wahrheit über Konnersreuth)
- 1956: Luise Rinser: Les Anneaux transparents. (Die Gläsernen Ringe. Abschied vom Lande der Kindheit)
- 1957: Miroslav Krleza: Le retour de Philippe Latinovicz. Übersetzt aus dem Serbo-kroatischen mit Mila Djordjevic
- 1960: Ernst Wiechert: L’enfant élu. (Die kleine Passion. Geschichte eines Kindes)
- 1985: Iris Murdoch: Sous le filet. (Under the Net)